# Vòi voi vani
Vòi voi vani, tên khoa học Heliotropium arborescens, là loài thực vật có hoa trong họ Mồ hôi. Loài này được L. miêu tả khoa học đầu tiên năm 1759.
Loài Heliotropium arborescens là một loại cây lâu năm có nguồn gốc từ Peru.. Nó nổi tiếng với mùi thơm nồng có hương vị giống mùi thơm của vani.

## Hình ảnh

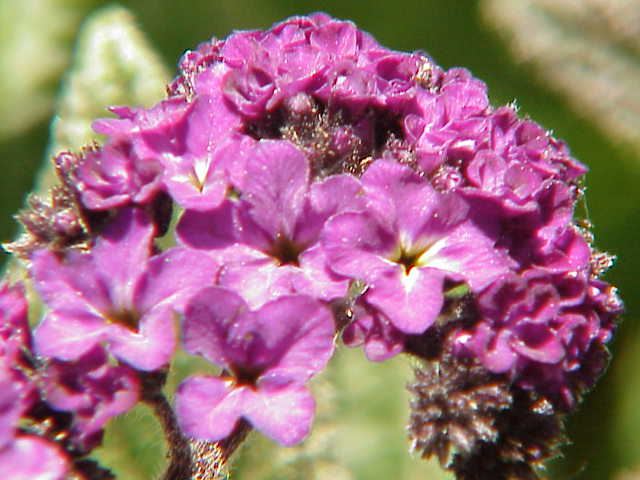
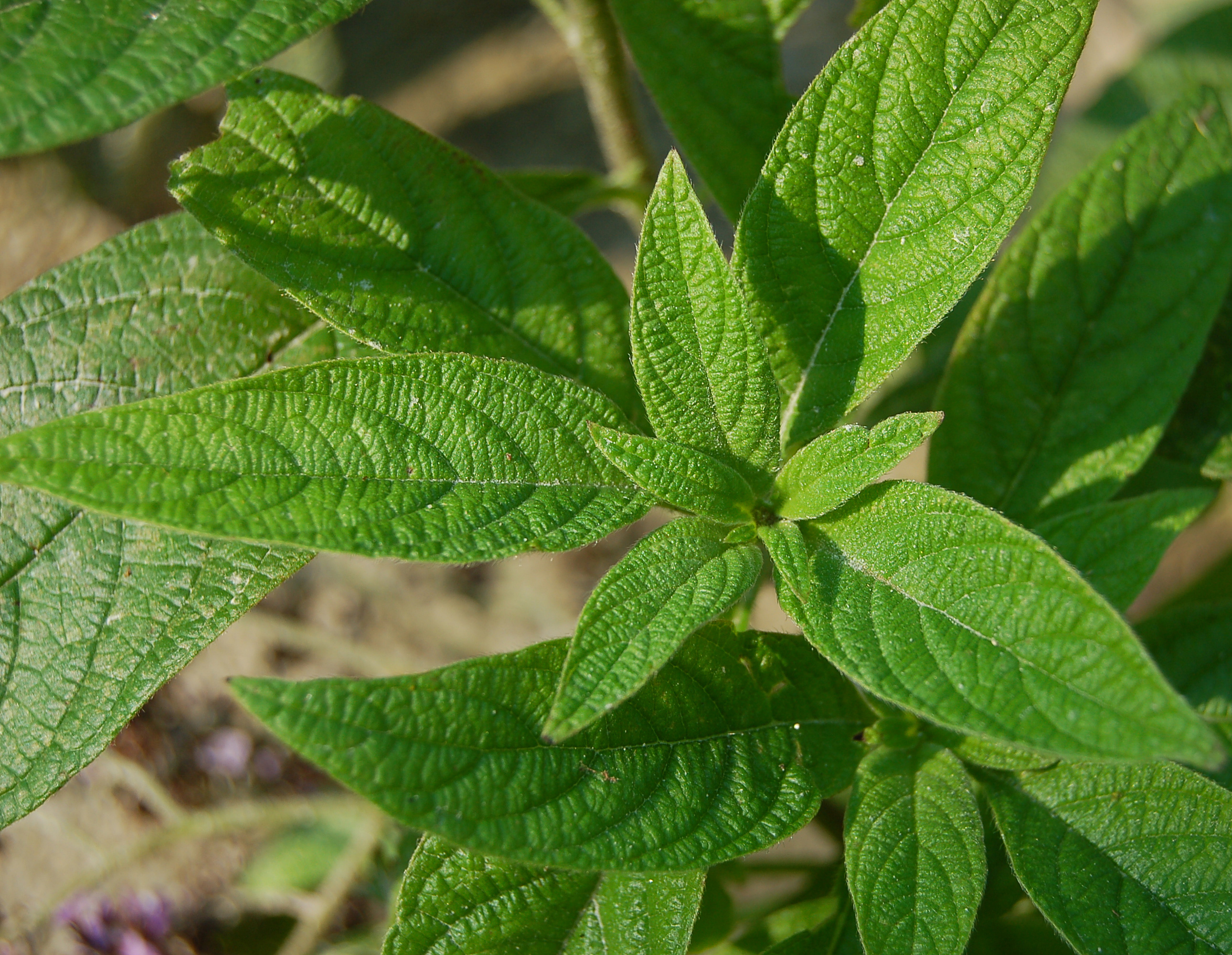

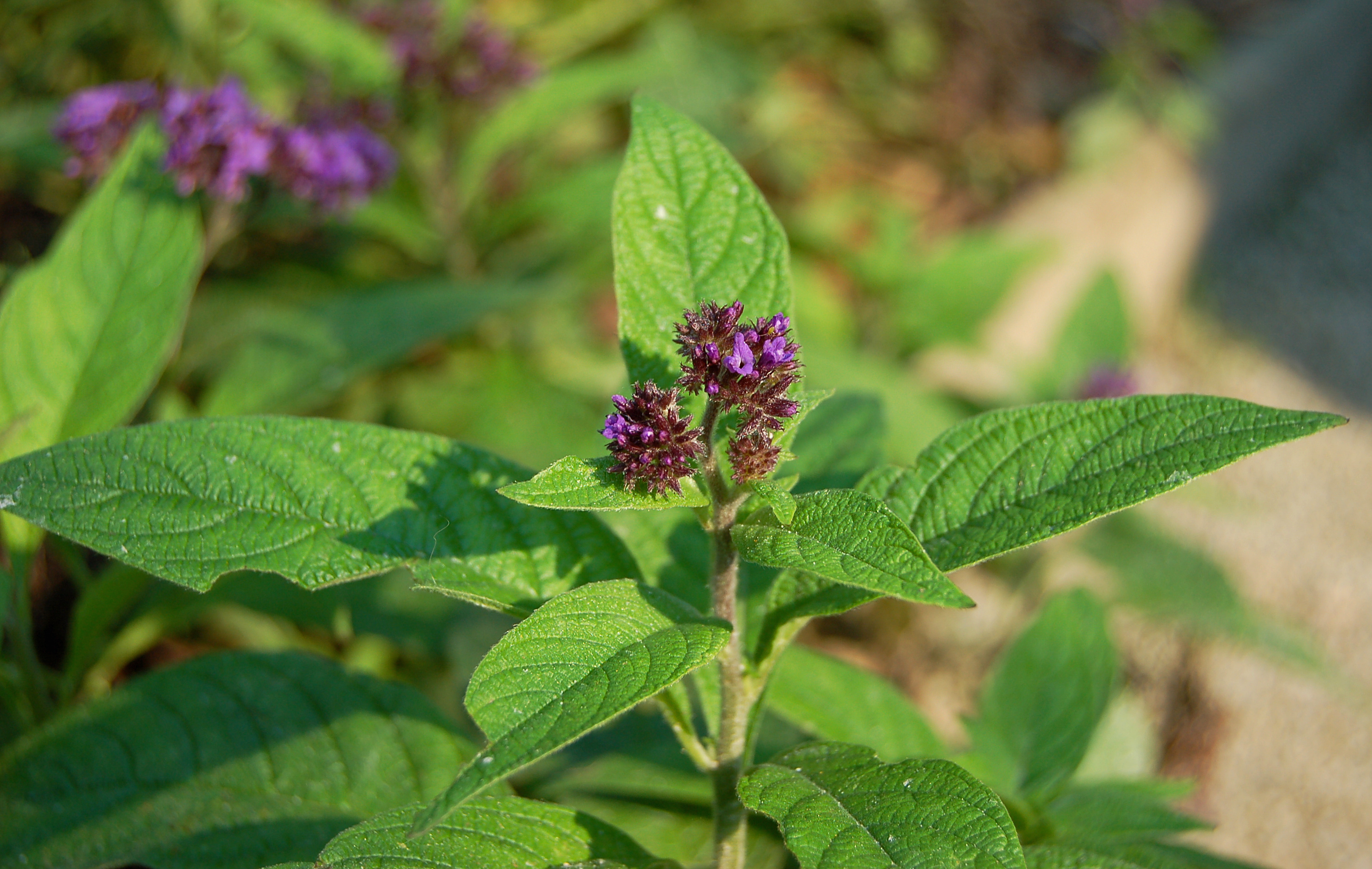
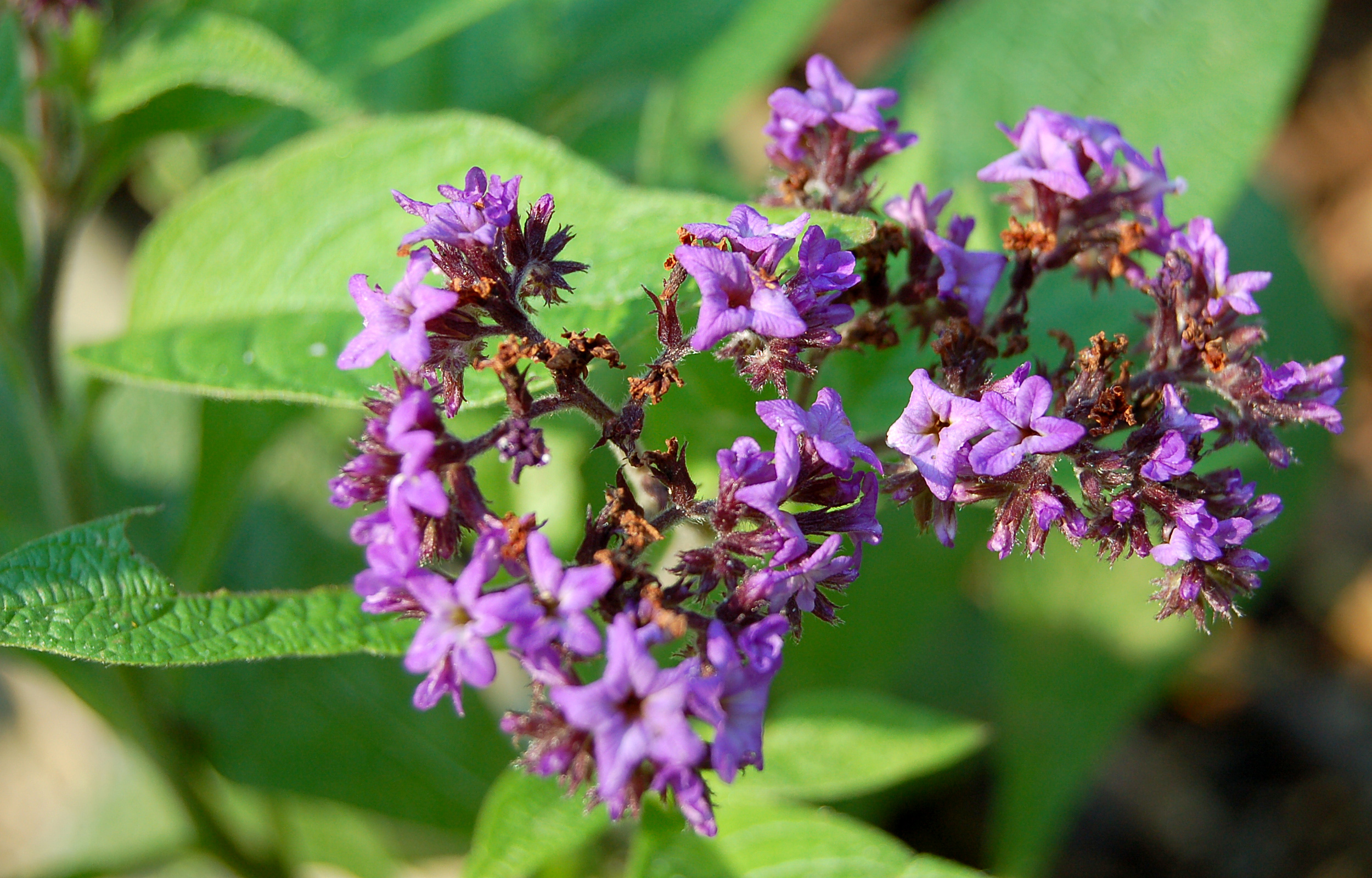